# Hiroshige (cràter)
Hiroshige és un cràter d'impacte en el planeta Mercuri de 138 km de diàmetre. Porta el nom del pintor japonès Andō Hiroshige (1797-1858), i el seu nom va ser aprovat per la Unió Astronòmica Internacional el 1976.